# Centrolene charapita
Centrolene charapita es una especie de anfibio anuro de la familia Centrolenidae.

## Distribución geográfica
Esta especie es endémica de la región amazónica del Perú. Se encuentra a unos 682 m sobre el nivel del mar.

## Publicación original
- Twomey, Delia & Castroviejo-Fisher, 2014: A review of northern Peruvian glassfrogs (Centrolenidae), with the description of four new remarkable species. Zootaxa, n.º 3851, p. 1-87.[3]